# Parada de Gonta
Parada de Gonta ist eine Gemeinde (Freguesia) im portugiesischen Kreis Tondela. In ihr leben 619 Einwohner (Stand 19. April 2021).

## Verkehr
Über ihren Anschluss an die zur Schnellstraße ausgebaute IP3 (hier auch Europastraße 801) ist die Gemeinde an die 8 km nördlich liegende Anschlussstelle Nr. 17 der Autobahn A25 angebunden.
Die Gemeinde war mit eigenem Bahnhof an die Eisenbahnstrecke Linha do Dão angebunden, bis zur Einstellung des Personenverkehrs 1988.

## Söhne und Töchter der Gemeinde
- Tomás Ribeiro (1831–1901), Politiker, Lyriker und Journalist